# Robert Webber
Pour les articles homonymes, voir Webber.
Robert Webber, né le 14 octobre 1924 à Santa Ana et mort le 14 mai 1989 à Malibu (Californie), est un acteur américain. Il s'est notamment fait connaitre par son rôle du 12e juré dans Douze Hommes en colère.

## Biographie
Robert Webber est le fils d'Alice et de Robert Webber, un marin pêcheur californien. Lors de la Seconde Guerre mondiale, il devint soldat dans les Marines (United States Marine Corps) et fut envoyé à Guam et à Okinawa. C'est à la fin de la guerre que Robert Webber commença sa carrière d'acteur au cinéma et à la télévision. Il passa ainsi quarante ans de sa vie à endosser de nombreux rôles, dont certains le mirent au devant de la scène, notamment celui de 12e juré dans Douze Hommes en colère en 1957. Cependant sa vie fut davantage jalonnée de seconds rôles dans certains films notables comme Les Douze Salopards en 1967 ou La Bataille de Midway en 1976. 
Dans sa vie privée, Robert Webber se maria par deux fois. La première fois, avec l'actrice et mannequin Miranda « Sammy » Jones de 1953 à 1958 et la seconde fois, en 1972, avec Del Mertens, épouse qui l'accompagnera jusqu'à son décès en 1989 du fait d'une sclérose latérale amyotrophique.

## Filmographie
- 1950 : Témoin de la dernière heure (Highway 301) de Andrew L. Stone : William B. « Bill » Phillips
- 1957 : Douze Hommes en colère (12 Angry Men) de Sidney Lumet : le juré no 12
- 1962 : The Nun and the Sergeant (en) de Franklin Adreon : le sergent McGrath
- 1963 : Les Loups et l'Agneau de Franklin J. Schaffner : Ricky Powers
- 1965 : Hysteria de Freddie Francis : Chris Smith
- 1965 : Le Chevalier des sables (The Sandpiper) de Vincente Minnelli : Ward Hendricks
- 1965 : Le Témoin du troisième jour (The Third Day) de Jack Smight : Dom Guardiano
- 1966 : Matt Helm, agent très spécial (The Silencers) de Phil Karlson : Sam Gunther
- 1966 : Détective privé (Harper) de Jack Smight : Dwight Troy
- 1966 : Technique d'un meurtre de Franco Prosperi : Clint Harris
- 1966 : Un truand (Dead Heat on a Merry-Go-Round) de Bernard Girard : Milo Stewart
- 1967 : Requiem pour une canaille de Franco Prosperi : Tony Costa
- 1967 : Les Douze Salopards (The Dirty Dozen) de Robert Aldrich : le général Denton
- 1967 : Comment réussir en amour sans se fatiguer (Don't Make Waves) de Alexander Mackendrick : Rod Prescott
- 1968 : Manon 70 de Jean Aurel : Ravaggi
- 1969 : Une si belle garce (The Big Bounce) d'Alex March : Bob Rodgers
- 1970 : L'insurgé (The Great White Hope) de Martin Ritt : Dixon
- 1970 : Le Virginien (TV) saison 9 épisode 05 (The mysterious Mr.Tate) : Jackson Reed
- 1971 : Macédoine de Jacques Scandelari : Sanderberg
- 1971 : Dollars de Richard Brooks : le procureur
- 1973 : Kojak (Série TV) - Saison 1, épisode 7 (The Corrupter) : David Lawrence
- 1974 : Apportez-moi la tête d'Alfredo Garcia (Bring Me the Head of Alfredo Garcia) de Sam Peckinpah : Sappensly
- 1975 : Soldat Duroc, ça va être ta fête de Michel Gérard : le sergent John Lewis
- 1975 : Le Cogneur (Piedone à Hong Kong) de Steno : Sam Accardo
- 1976 : La Bataille de Midway (Midway) de Jack Smight : l'amiral Frank J. 'Jack' Fletcher
- 1976 : Flics en jeans de Bruno Corbucci : Mr. Douglas
- 1977 : Passi di morte perduti nel buio de Maurizio Pradeaux : inspecteur
- 1977 : Madame Claude de Just Jaeckin : Howard
- 1977 : L'imprécateur de Jean-Louis Bertuccelli : le cadre américain
- 1977 : Bande de flics de Robert Aldrich : le député-chef Riggs
- 1978 : Casey's Shadow de Martin Ritt : Mike Marsh
- 1978 : La Malédiction de la Panthère rose de Blake Edwards : Philippe Douvier
- 1979 : Gardenia, il giustiziere della mala de Domenico Paolella : Tony Caruso
- 1979 : Elle de Blake Edwards : Hugh
- 1979 : Courage fuyons d’Yves Robert : Charley
- 1980 : Tous vedettes de Michel Lang : Harry Stabling
- 1980 : La Bidasse de Howard Zieff : le colonel Clay Thornbush
- 1980 : Les Séducteurs d'Édouard Molinaro : Henry Morrison
- 1981 : S.O.B. de Blake Edwards : Ben Coogan
- 1982 : Commando (Who Dares Wins) de Ian Sharp : le général Ira Potter
- 1985 : Les Oies sauvages 2 (Wild geese II) de Peter Hunt : Robert McCann
- 1986 : assassin : calvin lantz : chef de la cia
- 1987 : Cinglée de Martin Ritt : Francis MacMillan
- 1988 : Le Monstre évadé de l'espace (TV) : le commissaire Eastabrook

## Voix françaises
| - Jean-Claude Michel dans : - Dollars - Le Cogneur - La Malédiction de la Panthère rose - Elle - La Bidasse - S.O.B. - Cinglée - Gabriel Cattand dans : - Le Chevalier des sables - Comment réussir en amour sans être fatigué - Michel Gudin dans : - Matt Helm, agent très spécial - Un truand | et aussi - Yves Massard dans Douze hommes en colère - Pierre Loray dans Détective privé - René Arrieu dans Technique d'un meurtre - Roland Ménard dans Les Douze Salopards - Jean-Louis Maury dans L'Insurgé - Pierre Hatet dans Apportez-moi la tête d'Alfredo Garcia - Claude Joseph dans La Bataille de Midway - Philippe Nicaud dans Bande de flics - Jacques Berthier dans Commando - Robert Party dans Les Oies sauvages 2 |